# 毛止熙
毛止熙（1904年—1951年10月），浙江省玉环县楚门密溪乡山里村人，中华民国政治人物。毛光熙之兄。

## 生平
毛止熙早年在楚门养正书院学习。1921年，到杭州入旧制宗文中学就读，后又去上海法学院深造。1927年2，毛止熙到徐州，担任扩编师团长，因未成团返回楚门。1929年，毛止熙在楚暗自支持中国工农红军第十三军二团楚门游击大队大队长应保寿，被玉环县长张玉麟通缉，逃往上海法租界。同年闽变爆发，毛止熙被任命为讨逆军总指挥部副官长，之后在浙江省保安处调查股工作。1937年，毛止熙被任命为浙江省别动大队大队长兼玉环县模范大队第三中队中队长，驻花岩浦。因部队纪律松驰，得罪玉环县长方引之，以侵扰地方予以逮捕法办。部队被缴械，毛止熙押解金华入狱，后经多方疏通，出狱后在诸暨、嵊县新昌、宁海游击总队任军法官，驻乐清县城关白马寺。
1942年，浙江省政府收编温台沿海各流散武装，成立温台外海护航总队，毛止熙被任命为护航总队上校副总队长。1943年，浙江省政府决定成立护航教导队，由毛止熙出任上校队长，队部驻温岭街张老桥应家大当内，下辖三个中队。1944年，教导队番号撤销，改为护航第一大队，毛止熙仍任上校大队长。大队部仍驻张老桥应家大当，部队分驻在江厦沙山塘一线。1945年，侵华日军一部在沙山塘登陆进攻温岭县城，在东门山被护航一中队打退，日军改向坞根方向撤退。1945年3月19日，日军再次攻入楚门，毛止熙自率部进驻清港保卫家乡，会同玉环自卫队、盐别队，还有驻温岭护航队一个中队，准备反攻楚门。毛止熙为总指挥强行攻城，但因损伤过重撤去。
抗日战争胜利后，护航队奉命解散，毛止熙到上海和韩约渔、毛光熙三人合伙从事航运。1947年，毛止熙支持其弟毛光熙当选国大代表，竞选对象是黄埔三期生王祥麟。为了争取中共地下党支持毛光熙当选，毛止熙以勃朗宁M1917重机枪送给浙南游击队。同年毛止熙拿着国民党中央委员萧铮的介绍信，去杭州觐见浙江省主席陈仪，称玉环县长王思本在玉环的政绩不佳。1948年9月9日，毛止熙出任玉环县长。
在任期间，由于监察委员董景山被中共地下党逮捕，毛止熙率部围攻，被浙南游击队在小竹岗岭头缴械。毛止熙之后发布公告通缉丁世祥等人，组织400多人队伍、自率领到清港、芳杜、凡塘等地先后六次对中共地下党进行围攻。1949年4月6日，中国人民解放军攻占玉环。4月7日，毛止熙被俘。同年5月，他被释放，之后隐居上海北四川路底多伦路余庆里6号私寓。之后他跑到舟山客轮上工作，主要是收集军事情报，之后被上海市公安局逮捕。1950年10月，毛止熙在狱中传信给他的次子毛礼联，叫其设法营救。1951年，毛礼联在温州遇到中共玉环县委书记丁世祥，丁世祥在温州借调四名武警办好手续，去上海递解毛止熙回玉环原籍处理。但刚抵达上海，毛止熙已被执行枪决（1951年3月因参与军统活动，被上海市人民法院判处死刑）。